# Bjørnfjell
Bjørnfjell est une localité du comté de Nordland, en Norvège.

## Géographie
Administrativement, Bjørnfjell fait partie de la kommune de Narvik.

## Histoire
Au cours de l'attaque allemande contre la Norvège en avril-juin 1940, il y eut de violents combats à partir du 16 avril entre les forces allemandes et norvégiennes à Bjørnfjell.
Plus tard, les nazis y avaient un camp de prisonniers. 283 prisonniers yougoslaves sont morts dans ce camp.

## Transports
La route de Bjørnfjell a ouvert en 1984 et va jusqu'à Kiruna en Suède où elle rejoint la E45. Depuis 1992, la route a été classée comme route européenne et est devenue l'E-10 Le point culminant de la route est à Bjørnfjell à environ 520 mètres d'altitude. La route est ouverte toute l'année, mais elle est parfois fermée pendant de courtes périodes de mauvais temps en hiver. Le passage frontalier de Bjørnfjell est le plus passager du Nordland. Il est populaire pour les gens du nord de Nordland et du Troms car il est facile d'acheter des produits meilleur marché en Suède.
Bjørnfjell possède également une gare sur la ligne d'Ofoten. C'est la dernière gare avant la frontière suédoise.